# Paralithomerus parallelus
Paralithomerus parallelus là một loài bọ cánh cứng trong họ Elateridae. Loài này được Chang, Zhang & Ren miêu tả khoa học năm 2008.